# Мінеральні ресурси Африки
Мінеральні ресурси Африки

## Корисні копалини
У Африці встановлені родовища майже всіх відомих видів мінеральної сировини. Серед інших континентів Африка на 1998 рік займає
1-е місце за запасами марганцю, хромових руд, бокситів, золота, платиноїдів, кобальту, алмазів, фосфоритів,
2-е — за запасами руд міді, азбесту, урану,
3-є — за запасами нафти, газу, руд ртуті, стибію, флюориту,
4-е — за запасами залізних руд.
Значні також запаси руд титану, ванадію, нікелю, бісмуту, літію, берилію, танталу, ніобію, олова, вольфраму, коштовних каменів та ін.
Енергетичні ресурси. Перші поклади нафти і газу в Африці відкриті в межах вузької смуги узбережжя Суецької затоки і в міжгірних западинах системи Атлаських гір наприкінці XIX — 1-й половині XX ст. На півд. березі Суецької затоки виявлено понад 10 нафт. родов. (в тому числі Гемса, Хургада, Рас-Гариб та ін.). В 1956 р. виявлені гігантські родов. нафти (Хассі-Месауд) і газу (Хассі-Рмель) в Алжирській Сахарі, а потім і в інш. районах А. — Габоні (Пуент-Клерет, Озурі, Анімба та ін.), Анголі (Бенфіка, Луанда та ін.), Нігерії (Окан), Лівійській Сахарі (Зельтен). За запасами нафти і газу А. поступається Азії (Близькому та Сер. Сходу), а також Півн. Америці. На 1998 р. доведені запаси нафти в А. становили 10328,9 млн т, газу — 10138,3 млрд м3. Осн. райони концентрації нафти і газу зосереджені в Присередземноморській зоні прогинання — Сахаро-Середземноморському (Єгипет, Лівія), Алжиро-Лівійському бас. (Алжир, Туніс, Лівія) і бас. Суецької затоки (Єгипет), а також в зоні перикратонних прогинів Зах. А. — бас. Гвінейської затоки (Нігерія, Камерун, Габон, Конго, Ангола, Заїр). Одиничні поклади нафти і газу виявлені в Марокко, Гані, Сенегалі, Беніні, Чаді, Судані, Танзанії, Ефіопії, Мозамбіці та ін. Значні перспективи нафтогазоносності є в межах шельфу Середземного моря, Атлантич. і Індійського океанів. Практично всі родов. нафти та газу приурочені до комплексів порід від палеозою до кайнозою включно.
Загальні запаси вугілля Африки становлять близько 178138 млн т., підтверджені 130245 млн т (1998). Вони представлені, в основному, кам'яним вугіллям і антрацитами. Запаси бурого вугілля оцінюються в 160 млн т. За даними Statistical Review of World Energy запаси кам'яного вугілля Африки на 2000 р. складають тільки 6,0 % світових. Понад 70 % запасів вугілля припадає на ПАР, 2-е місце займає Ботсвана (бл. 15 %), 3-є — Зімбабве (3 %). Осн. вугільні басейни і родовища: Спрінгс, Хейделберґ, Брейтен, Ермело-Кароліна, Ватерберґ, Спрінгбок-Флатс, Ференігінг, Утрехт, Фрайхелд та ін. (бас. Вітбанк), бас. Мамабуле, Марапуле, Хванге. Значні запаси вугілля є у: Свазіленді, Мозамбіці, Нігерії, Мадагаскарі, Танзанії, Замбії; відомі також родов. вугілля в Заїрі, Єгипті, Марокко, Алжирі та ін. У Заїрі, в долинах рр. Луалаба і Ломамі, є великі поклади горючих сланців.
Промислові запаси урану А. на 90-ті рр. XX ст. оцінювалися в 900 тис. т (в перерахунку на U3O8). На 1998 р. ресурси урану в Африці становили 2098 тис.т, підтверджені запаси — 488 тис. т. Найбільші з них — родовища в ПАР (ресурси 1584 і підтв. запаси 218 тис.т урану, 1998), а також пегматитові родов. Россінґ і Треккоп'є в Намібії. Значні запаси урану є в Нігері, Алжирі, Єгипті, Замбії, Зімбабве, Сомалі.
Руди чорних металів. Підтверджені запаси зал. руд складають бл. 22 млрд т., а загальні — 52,5 млрд т (1998). Найбільші родовища залізистих кварцитів раннього докембрію — Сайшен, Гаморугара, Табазімбі та ін. (ПАР), Маеватанана (Мадагаскар), Чемутете, Матоте, Бадана-Мітча (Ангола) та ін. Великими є також осадові родов. девону — Гара-Джебілет, Мешері-Абделазіз (Алжир), різні за віком фанерозойські родов. — Бахарія (Єгипет), Ніамей (Нігер) та ін. Деякі родов. зал. руд пов'язані з корами вивітрювання (Калум в Гвінеї); досить численні магматогенні родов. заліза спільно з титаном і ванадієм — Магнет-Хейс, Мапахс, Кеннеді-Вейл та ін. (ПАР). В прибережних океаніч. розсипах є значні скупчення залізистих мінералів.
Підтверджені запаси марганцевих руд в Африці складають1,36 млрд т, а загальні — 5,14 млрд т (1998). При цьому понад 77 % припадає на ПАР, 18 % — на Габон, поклади є також в Марокко, Гані, Буркіна-Фасо, Заїрі та інш. Найбільші родовища пов'язані з метаморфіч. товщами докембрію — Мідделплатс, Весселс, Хотазел та інш. (ПАР), Нсута (Гана). Відомі стратиформні родов. — Мванда (Габон) та ін. гідротермальні, родов. кори вивітрювання — Кізенга (Заїр).
Хром. У родов. Африки укладено понад 3905 млн т хромових руд (підтв. запаси), їх ресурси на континенті становлять 12698,5 млн т (1998); близько 94 % запасів припадає на ПАР, 3,6 % — на Зімбабве. Гол. родов. приурочені до Бушвелдського комплексу в ПАР і Великої Дайки в Зімбабве. З родов. титанових руд найзначніші за запасами розсипи ільменіту, титаномагнетиту, рутилу, іноді з цирконом або монацитом (родов. Брадфорд-Ротифунк, Моямба, Шербро, Гбангбама в С'єрра-Леоне, Рашид — в Єгипті). Є родов. у Сенегалі (Кайар-Лонпуль), Сомалі (Кісімайо), ПАР (Річардс-Бей, Умгабаба), Мозамбіку. Великі родов. залізо-титано-ванадієвих руд є в Єгипті і ПАР. Запаси ТіО2 в рутилі та ільменіті становлять бл. 25 млн т.
Руди кольорових металів. Алюмінієві руди в Африці представлені г.ч. бокситами (підтв. запаси 10215, загальні — 28450 млн т, 38 % підтв. запасів світу, 1998). Великі запаси алюмінію в нефелінових сієнітах. Родов. бокситів пов'язані з мезозойськими корами вивітрювання і розміщуються в осн. у Гвінеї (Дабола-Тагюрата, Донгел-Сігон, Гонку та ін.), Камеруні, Малі, Кот-д’-Івуар, Гані і на Мадагаскарі.
Запаси міді в Африці на 90-ті рр. XX ст. оцінювалися в 100 млн т металу. У 1998 підтв. запаси міді — 57248 тис.т (частка у світі — 8,6 %), загальні — 83348 тис.т. Найважливіші родов. мідних руд розташовані у мідноносному поясі Центральної Африки, що проходить через Заїр (Колвезі, Тенке-Фунгуруме, Кіпуші, Мусоші та ін.) і Замбію (Нкана, Конкола, Нчанга, Чингола та ін.). На частку Заїру (Дем. Респ. Конго) припадає 41 % запасів міді А., на частку Замбії — 31,5 %, бл. 6,5 % — на Намібію (все — на 1998). Менш значні докембрійські стратиформні родов. відомі в Ботсвані, Намібії і Уганді; родов. руд міді локалізовані також у відкладах крейди в Анголі. Характерні гідротермальні родов. в Марокко (Бу-Аззер, Ель-Граарі), Заїрі (Кіпуші), Замбії (Кансанші), Ботсвані (Мацітама), ПАР та ін. країнах. Унікальне за генезисом карбонатитове родов. Палабора (ПАР).
Поліметали. При великій кількості рудопроявів загалом Африка бідна родов. руд свинцю і цинку (запаси на 90-ті рр. XX ст. відповідно бл. 10 та 19 млн т. в перерахунку на метал). Осн. запаси свинцю (50 %) — в ПАР (найбільше родов. свинцю — Блек-Маунтін, розвід. запаси 2160 тис.т., 1998), далі йдуть Марокко, Заїр, Алжир та ін. Запаси руд цинку розповсюджені по країнах А. більш рівномірно: на Заїр припадає бл. 8 %, Алжир 7 %. Відомі родов. руд цинку в Намібії, Марокко, Замбії, Тунісі. Найбільше докембрійське гідротермальне родов. в А. — Кабве (Брокен-Хілл) в Замбії (свинець, цинк, мідь, ванадій). В ПАР є великі комплексні родов. Аггенейс і Гамсберґ (свинець, цинк, мідь, срібло), Пріска і Коппертон (мідь, свинець, цинк, срібло); в Конго розташовані середні і малі родов. руд міді, свинцю і цинку. Для Півн. А. характерні мезозойсько-кайнозойські стратиформні родов. руд свинцю і цинку: Ель-Абед і інш. (Алжир), Уед-Мокта, Бу-Бекер, Беддіан-Туїссит (Марокко); є також гідротермальні родов.
Загальні запаси олова в А. на 90-ті рр. XX ст. становили близько 720 тис.т. (в перерахунку на метал). У 1998 р. заг. запаси олова — 680, а підтв. 415 тис.т (з них у розсипах — 136 тис.т). Більша частина олов'яних руд зумовлена фанерозойськими епохами активізації. Такими є гранітні пегматити та ґрейзени Намібії (Карібіб і інш.), ПАР (Грундурн, інш.), олов'яного поясу Замбії, Мозамбіку, Заїру, Руанди, Бурунді, Уганди, Сомалі, Нігерії, Єгипту (Умм-Наггат і інш.). Дрібні ґрейзенові родов. відомі в Ахаггарі (Алжир). Ендогенні родов. супроводжуються промисловими розсипами, особливо на плато Джос в Нігерії, в Заїрі і на Мадагаскарі. Найзначніші запаси олова зосереджені в Заїрі (Дем. Респ. Конго) — понад 50 % підтв. запасів і в Нігерії (бл. 22 %).
Загальні запаси нікелю в Африці становлять бл. 21,6 млн т, а підтв. — 4,9 млн т (9,8 % світових) в перерахунку на метал (1998). Бл. 50 % запасів зосереджено в магматогенних родов. Бушвелдського комплексу ПАР; інші запаси — в Ботсвані, Бурунді, Зімбабве, на Мадагаскарі, в Танзанії.
Загальні запаси кобальту Африки 3,4 млн т, підтверджені — 2,5 млн т (частка у світі — 45,5 %) в перерахунку на метал (1998). Майже всі запаси зосереджені в родов. мідноносного поясу Центр. Африки. Кобальт є і в мідно-нікелевих рудах магматогенних родов. Окіп, Інсізва (ПАР), Мацітама (Ботсвана), Шангані (Зімбабве). З гідротермальних родов. найбільше Бу-Аззер (Марокко).
Родовища руд вольфраму в Африці численні, але невеликі (заг. запаси — 62 тис.т, підтв. — 26 тис.т, 1998). Самостійними є гідротермальні і ґрейзенові родов. (Башир в Алжирі). З олов'яно-вольфрамових найбільші — Пуніа і Каліма в Заїрі. Середні і дрібні ґрейзенові і пегматитові олов'яно-вольфрамові і берил-вольфрамові родов. типові для Уганди, Бурунді, Руанди, Заїру, Намібії, ПАР, Алжиру, Нігерії, Зімбабве.
Берилій зосереджений в гранітних пегматитах, які є в Намібії, ПАР, Зімбабве, Мозамбіку, Заїрі, Бурунді, Уганді, Мадагаскарі, Нігерії та інш. країнах. На 1998 р. заг. запаси оксиду берилію в А. становили 217,7 тис.т, підтв. — 63,9 тис.т. (частка континенту у світі — 28,1 %)
Комплексні руди. Африка відома також своїми родовищами комплексних руд літію, танталу, цезію, ніобію, пов'язаними з рідкіснометалічними гранітними пегматитами (родов. Карібіб в Намібії, Грундурн в ПАР, Бікіта і Каматіві-Дете в Зімбабве, район Алту-Лігонья в Мозамбіку). Менш значні родов. Мадагаскару, Заїру і Уганди. Крім того, в пегматитових тілах знаходиться значна кількість танталу, ніобію, рубідію, берилію, олова, бісмуту, коштовних і виробних каменів (смарагд, аквамарин, топаз, кольоровий турмалін, амазоніт та інш.). У Заїрі і Нігерії найважливіші джерела танталу і ніобію — розсипи, що утворилися за рахунок апогранітів плато Джос. Найбільшими за запасами ніобію є також карбонатитові родовища Луеш (Демократична Республіка Конго), Букусу і Сукулу (Уганда), Мбея (Танзанія), Мріма (Кенія), Бонга і Чивіра (Ангола), Чилва (Малаві). Крім ніобію вони містять тантал, рідкісноземельні елементи, флюорит, і залізо, апатит, флогопіт, вермікуліт, мідь, уран (Палабора, ПАР).
Стронцієві руди А. пов'язані з великими гідротермальними мезозойськими родов. Ессель і Абу-Горбон в Єгипті та Бені-Мансур в Алжирі, а також з карбонатитовим родов. Канганкунде (Малаві).
Руди рідкісноземельних елементів асоціюють з гранітними пегматитами (ПАР, Мозамбік, Мадагаскар) і гідротермальними родов. (Стінкампскрал, ПАР); до ранньофанерозойських належать редкісноземельні пегматити (родов. Алту-Лігонья, Мозамбік). Великі запаси цих елементів укладені в карбонатитових масивах, а також в розсипах Атлантич. та Інд. узбережжя А. і сх. берега Мадагаскару.
Загальні запаси ртуті в Африці бл. 20,6 тис. т, а ресурси — 81 тис.т в перерахунку на метал (1998). Ртутні руди представлені гідротермальними родов. і розташовані переважно в Алжирі (родов. Мра-Сма, Геніша, Ісмаїл) та ПАР (хр. Мерчисон), а також незначні — в Марокко і Тунісі.
Загальні запаси стибію в Африці 343 тис. т, підтв. — 313 тис.т. (частка у світі — 7,2 %), ресурси — 393 тис.т в перерахунку на метал (1998). Вони пов'язані з гідротермальними родов. в докембрійських карбонатних породах ПАР і Марокко та в міоценових карбонатно-глинистих товщах Алжиру і Тунісу. Осн. запаси стибію зосереджені в родов. Гравелот (ПАР, 80 % підтв. запасів континенту), сурм'яні (стибієві) руди є в Алжирі, Марокко, Зімбабве.
Загальні запаси золота в Африці на 1998 р. становили 40458 т, підтверджені — 22178 т (частка у світі 45,4 %). З них 90 % підтв. запасів знаходяться в ПАР, далі йдуть — Гана (850 т), Малі (400 т), Зімбабве (300 т), Танзанія (226 т) та ін. В Африці знаходяться найбільші у світі родов. руд золота — метаморфогені докембрійські кварцитові конґломерати Вітватерсранда в пр. Трансвааль і Оранжова (ПАР). До цього ж типу належить і велике родов. Тарква в Гані. Значні запаси є в гідротермальних родов. Барбертон, Гравелот, Пілгрімс-Рест (ПАР), Ельдорадо, Пенхалонга, Мурієл і інш. (Зімбабве), Кіло і Мото (Заїр), Бібіані, Ашанті, Кононго, Престеа (Гана), Тірірін і інш. (Алжир), Сукарі і Баррамія (Єгипет), а також розсипні родов. А.: Етеке, Мімонго-Пунга (Габон), Ауата, Морумора, Бору та інш. (Ефіопія); Кінтініан, Туга, Банора (Гвінея). Щодо срібла, то його значних самост. родовищ немає. Осн. к-ть срібла видобувають з комплексних гідротермальних поліметаліч. руд (ПАР, Заїр, Намібія, Замбія, Марокко, Алжир, Зімбабве).
Осн. запаси платинових руд Земної кулі знаходяться в ПАР (родов. Бушвелдського комплексу — Аток, Мідделвіт, Сварткліп, Бафокенг та інш.). Підтверджені запаси ПАР (1998) — 49920 т МПГ (86 % світових) та 23950 т платини (майже 89 % світових).
Гірничохімічна сировина представлена гол. чин. фосфоритами і апатитами. Запаси фосфоритів Африки становлять понад 20 млрд т (близько 50 % світових запасів, 1998). Осн. запаси зосереджені в 20 унікальних осадових родов. Марокко (80 %), Алжиру, Зах. Сахари, Сирії, Єгипту, Нігера, Буркіна-Фасо. Запаси апатиту теж значні — бл. 1 млрд т (ПАР, Уганда, Зімбабве). Загальні запаси калійних солей — 142 млн т., підтв. — 63 млн т. (0,8 % світових). Родовища калійних солей зосереджені в Ефіопії, Марокко, Тунісі, Габоні, Конго. Залягання кам. солі — в Ботсвані, сірки та флюориту (підтв. запаси бл. 39 млн т, 1998) — в ПАР, Марокко, Тунісі, Зімбабве, Намібії. Бариту (підтв. запаси — 25250 тис.т, 7,4 % світових, 1998) — в Марокко, Алжирі, Тунісі, Ліберії, ПАР, соди — в Кенії.
Нерудні корисні копалини Надра А. багаті на азбест (ПАР, Зімбабве, Судан, Ботсвана, Кенія), графіт (Мадагаскар, Намібія, ПАР, Мозамбік, Танзанія), корунд (ПАР, Зімбабве, Мозамбік, Замбія), мусковіт (ПАР, Зімбабве, Танзанія і інш.), флогопіт (Мадагаскар), вермікуліт (ПАР), п'єзокварц (Сомалі, Ангола, Мадагаскар, Мозамбік), ісландський шпат (ПАР).
Алмази. У Африці разом з Росією зосереджена б.ч. ресурсів і запасів алмазів світу. На 1998 р. заг. запаси природних алмазів А. — бл. 860 млн кар. (частка у світі 72,5 %), ювелірних алмазів — бл. 330 млн кар (частка у світі 74,8 %), ресурси — 3723 млн кар. Корінні родов. алмазів пов'язані з трубками і дайками кімберлітів в осн. протерозою і крейди. Серед корінних родов. А. найбільші: трубки Прем'єр, Постмасбурґ, Кімберлі, Ягерсфонтейн, Фосбурґ, Коффіфонтейн, Фінч, Врімер (ПАР), Орапа, Джваненг, Летлхакана (Ботсвана), Камафука-Камазамбо, Катока (Ангола), Дізіле (Заїр), Мвадуї (Танзанія), дайки ПАР (Свартрюххенс), С'єрра-Леоне, Кот-д'Івуар.

## Гірнича промисловість
Країни Африки грають важливу роль в світовій гірничодобувній промисловості. Спостерігається тенденція на її зростання з традиційно експортною спеціалізацією. В А. сконцентровано бл. 30 % загального числа шахт і відкритих розробок промислово розвинених країн. На частку ПАР — найбільш економічно розвиненої держави А. припадає бл. 20 % гірн. промисловості континенту. Частка продукції гірничодобувної промисловості в ВВП країн Африки назагал становить бл. 20 %. Для структури гірничої промисловості країн Африки характерна більш висока питома вага великих шахт і відкритих розробок, ніж в інших регіонах світу. На частку шахт і відкритих розробок річною потужністю понад 1 млн т. руди припадає 51 % загального числа зареєстрованих шахт і розробок. Характерна особливість розвитку гірничодоб. промисловості країн Африки — порівняно низька питома вага відкритих розробок. Видобувається: нафта і газ, кам. вугілля, уранові, залізні, марганцеві, хромові, стибієві (сурм'яні), свинцево-цинкові, кобальтові, мідні, ванадієві, ртутні, золотоносні (1-е місце у світі) руди, алмази, фосфорити, апатити, азбест, вермікуліт, флюорит, графіт, флогопіт, барит, целестин.